# 采邑主教

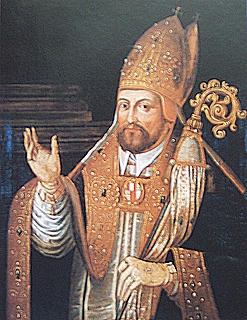
約翰·奧托·馮·格明根奧格斯堡的采邑主教（1591-1598）

采邑主教，或譯王公主教或親王主教，是指以教會王公的身分治理著一個或是多個公國，同時擁有政教二重權力的主教。這些世俗地位並不是源自於擔任主教者在領受聖職前獲得的貴族身分，而是附加於這些主教職位上，隨著主教職務的傳承而跟著繼承。當該主教之管轄地為總教區，則被稱作采邑總主教，此外相似的神職身分還有采邑修道院長。一般而言，這些主教治理的公國會和他管理的教區部分或完全重疊，但並非全都如此，如科隆因為從科隆選侯國獨立成為自由城市，因此科隆總主教的領地就不包含科隆一地。
在西歐自4世紀起，羅馬帝國因為蠻族的入侵以及自身內亂等原因而衰亡，一些城邦的主教必須挑起或插手羅馬指揮官的職責，管理世俗政務，有時還必須帶領軍隊抵禦外敵。而在封建社會形成後，主教等高級教士又從高階的領主那獲得封地，進而同時擁有教會上的頭銜與世俗領主的地位。現代僅一個相似案例，為同時兼任安道爾大公的烏格爾教區主教，其以教區主教身份擔任安道爾的國家元首；雖然並非采邑主教，但與法國總統同為該國的虛位元首。

## 神聖羅馬帝國

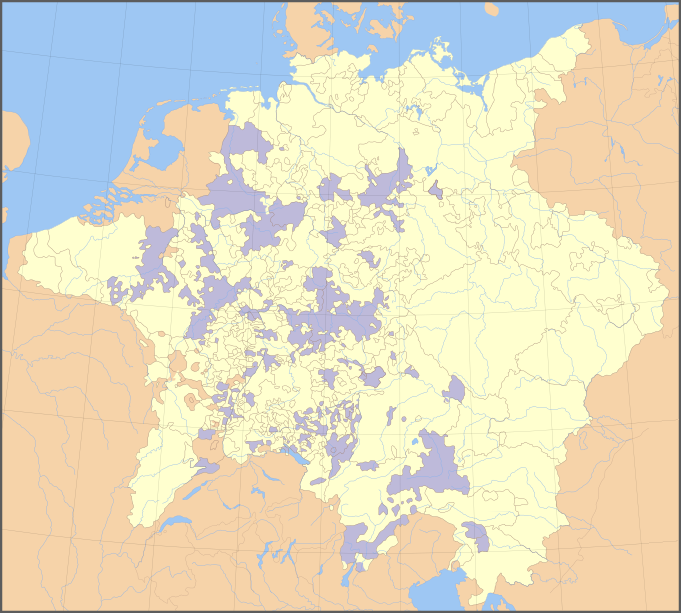
1648年，神聖羅馬帝國中的教會領地

早於法蘭克王國的墨洛溫王朝和稍後的卡洛林王朝，主教們就經常以神職身分成為各地方政府的官員，不過這大多是以個人的名目擔任而非附加於教座。
采邑主教區在神聖羅馬帝國的分封諸侯中十分常見，其中有些甚至獲得了帝國親王的頭銜，並可派遣代表至帝國的議會中。為了抵制日耳曼部族中的握有大權的公爵們，東法蘭克國王捕鳥者亨利和其子神聖羅馬帝國皇帝奧托一世勢必得找出一個方法來抵制公爵們的影響，於是奧托一世引入了教士來和世俗國家的諸侯分庭抗禮，於是將領地分封給有影響力的主教們，采邑主教應運而生；他們的教座也從一般的教區變成了采邑教區或稱采邑主教區 （ ）。
1806年，隨著神聖羅馬帝國皇帝法蘭茲二世被拿破崙逼位下台，大多數的采邑主教區解散了。不過在法國影響勢力範圍外，如奧地利和普魯士等國的采邑主教區有些依然被保留下來，也有一些以不同的名義被重建。
神聖羅馬帝國地位最高的諸侯中有三個是采邑總主教，分別為科隆、美因茨、特里爾總主教，且另外給予大書記官長（Arch-Chancellor）這個頭銜，更重要的是他們還身兼選帝侯；也因此比起采邑總主教區這個稱呼，他們的領地更常被稱為選侯國（Kurfürstentum）。
| 紋章 | 名稱         | 級別                         | 在地名稱                          | 帝國行政圈                      | 現在的所屬國家       | 附註 |
| ---- | ------------ | ---------------------------- | --------------------------------- | ------------------------------- | -------------------- | --- |
|      | 科隆         | 總主教區 選侯國              | 德語：                            | 選侯萊因區（Electoral Rhenish） | 德国                 | 選帝侯和義大利大書記官長 |
|      | 美因茨       | 總主教區 選侯國              | 德語：                            | 選侯萊因區                      | 德国                 | 選帝侯和德意志大書記官長 |
|      | 特里爾       | 總主教區和選帝侯領土         | 德語： 法語：                     | 選侯萊因區                      | 德国                 | 選帝侯和勃艮地大書記官長 |
|      | 阿奎萊亞     | 宗主教區                     | 拉丁語： 義大利語：               | 無                              | 義大利               | 1445年的佛羅倫斯大公會議後，由威尼斯所成立。                                                                                                  |
|      | 奧格斯堡     | 主教區                       | 德語：                            | 施瓦本                          | 德国                 | |
|      | 班貝格       | 主教區                       | 德語：                            | 法蘭克尼亞                      | 德国                 | |
|      | 巴塞爾       | 主教區                       | 法語： 德語：                     | 上萊茵                          | 法國 · 德国 · 瑞士   | 這個主教區在現代的國界中跨越了瑞士、德國和法國，大部份地區都屬於瑞士。                                                                        |
|      | 貝桑松       | 總主教區                     | 法語： 德語：                     | 無                              | 法國                 | 采邑總主教一度治理整個貝桑松。1307年貝桑松成為自由城邦，並在1512年加入勃根地圈。                                                              |
|      | 勃蘭登堡     | 主教區                       | 德語：                            | 上薩克遜                        | 德国                 | 1520年，因為宗教改革轉由信義宗監督員治理，1571年世俗化改為勃蘭登堡侯爵區。                                                                    |
|      | 不來梅       | 總主教區                     | 德語：                            | 下薩克遜                        | 德国                 | 因為宗教改革，1566年至1645年轉由信義宗監督員治理。                                                                                            |
|      | 布雷西亞     | 主教區                       | 義大利語：                        | 無                              | 義大利               | |
|      | 布雷斯勞     | 主教區                       | 德語： 波蘭語： Silesian German： | 無                              | 波蘭                 | |
|      | 布里克森     | 主教區                       | 義大利語：                        | 奧地利                          | 義大利               | 1803年世俗化且併入蒂羅爾 |
|      | 康布雷       | 先是主教區，爾後升為總主教區 | 法語： 德語：                     | 下萊茵/威斯特伐利亞             | 法國                 | 1678年因奈梅亨條約被割讓給法國。 |
|      | 卡緬         | 主教區                       | 德語： 波蘭語：                   | 上薩克遜                        | 波蘭                 | |
|      | 庫爾         | 主教區                       | 德語：                            | 奧地利                          | 瑞士                 | |
|      | 康斯坦茨     | 主教區                       | 德語：                            | 施瓦本                          | 奥地利 · 德国 · 瑞士 | |
|      | 艾希施泰特   | 主教區                       | 德語：                            | 法蘭克尼亞                      | 德国                 | |
|      | 弗賴辛       | 主教區                       | 德語：                            | 巴伐利亞                        | 奥地利 · 德国        | 跟其他大多數采邑主教區一樣在1803年解散，爾後於1818年4月1日由教宗庇護七世升格為總教區；由於主教座堂遷到慕尼黑，因此更名為慕尼黑-弗賴辛總教區。 |
|      | 富爾達       | 修院，爾後升為主教區         | 德語：                            | 上萊茵                          | 德国。               | 原為修道院國（或說修院領土），1752年10月5日升格為主教區。1802年世俗化。                                                                       |
|      | 日內瓦       | 主教區                       | 法語： 德語：                     | 上萊茵                          | 法國 · 瑞士          | |
|      | 古爾克       | 主教區                       | 德語：                            | 無                              | 奥地利               | 該區是卡西林亞公國的一部份，雖然有采邑主教稱號，但是並未擁有領土。                                                                            |
|      | 哈爾伯施塔特 | 主教區                       | 德語：                            | 下薩克遜                        | 德国                 | |
|      | 哈弗爾貝格   | 主教區                       | 德語：                            | 下薩克遜                        | 德国                 | 因宗教改革影響，1548年到1598年轉由信義宗監督員治理。                                                                                          |
|      | 希爾德斯海姆 | 主教區                       | 德語：                            | 下薩克遜                        | 德国                 | |
|      | 洛桑         | 主教區                       | 法語： 德語：                     | 無                              | 瑞士                 | 1536年被瑞士伯恩州併吞。 |
|      | 拉文特       | 主教區                       | 德語： 斯洛維尼亞語：             | 無                              | 奥地利 · 斯洛維尼亞  | 該區是卡西林亞公國和施蒂利亞公國的一部份，1446年獲得采邑主教稱號，但是並未擁有領土。                                                          |
|      | 利布斯       | 主教區                       | 德語： 波蘭語：                   | 無                              | 德国 · 波蘭          | 1373年遷都菲爾斯滕瓦爾德。1555年因宗教改革轉由信義宗監督員治理，1598年世俗化。                                                                |
|      | 列日         | 主教區                       | 荷蘭語： 法語： 德語： 瓦隆語：   | 下萊茵/威斯特伐利亞             | 比利时 · 荷蘭        | |
|      | 呂貝克       | 主教區                       | 德語：                            | 下薩克遜                        | 德国                 | 1270年代遷都奧伊廷;1586年因宗教改革而轉由信義宗監督員治理，1803年世俗化。                                                                     |
|      | 馬格德堡     | 總主教區                     | 德語：                            | 下薩克遜                        | 德国                 | 曾在1566年到1631年，以及1638年到1680年由信義宗監督員治理。                                                                                    |
|      | 梅澤堡       | 主教區                       | 德語：                            | 無                              | 德国                 | |
|      | 梅斯         | 主教區                       | 法語： 德語：                     | 上萊茵                          | 法國                 | 1552年因香波爾條約，割讓給法國的三個采邑主教區之一。                                                                                          |
|      | 明登         | 主教區                       | 德語：                            | 下萊茵/威斯特伐利亞             | 德国                 | |
|      | 明斯特       | 主教區                       | 德語：                            | 下萊茵/威斯特伐利亞             | 德国                 | |
|      | 瑙姆堡       | 主教區                       | 德語：                            | 無                              | 德国                 | |
|      | 奧洛穆茨     | 主教區                       | 捷克語： 德語：                   | 無                              | 捷克                 | |
|      | 奧斯納布呂克 | 主教區                       | 德語：                            | 下萊茵/威斯特伐利亞             | 德国                 | 三十年戰爭後采邑主教由天主教和信義宗交替擔任，1802年或1803年世俗化。                                                                          |
|      | 帕德博恩     | 主教區                       | 德語：                            | 下萊茵/威斯特伐利亞             | 德国                 | |
|      | 帕紹         | 主教區                       | 德語：                            | 巴伐利亞                        | 奥地利 · 德国        | |
|      | 拉策堡       | 主教區                       | 德語：                            | 下薩克遜                        | 德国                 | |
|      | 雷根斯堡     | 主教區                       | 德語：                            | 巴伐利亞                        | 德国                 | |
|      | 薩爾茨堡     | 總主教區                     | 德語：                            | 巴伐利亞                        | 奥地利               | 1803年晉升為選侯國，不過同時也世俗化成為薩爾茨堡選侯國。1648年以後薩爾茨堡總主教也獲得日耳曼首席主教（Primas Germaniae）之頭銜。                              |
|      | 什未林       | 主教區                       | 德語：                            | 下薩克遜                        | 德国                 | |
|      | 塞考         | 主教區                       | 德語：                            | 無                              | 奥地利 · 斯洛維尼亞? | 雖然該區主教擁有采邑主教（ ）的頭銜，但是無法確定該主教區是否有任何領地。                                                                     |
|      | 錫永         | 主教區                       | 法語： 德語：                     | 無                              | 瑞士                 | |
|      | 斯派爾       | 主教區                       | 德語：                            | 上萊茵                          | 德国                 | |
|      | 斯特拉斯堡   | 主教區                       | 阿勒曼尼語： 法語： 德語：        | 上萊茵                          | 法國 · 德国          | |
|      | 圖勒         | 主教區                       | 法語： 德語：                     | 上萊茵                          | 法國                 | 1552年因尚博爾條約，割讓給法國的三個采邑主教區之一。                                                                                          |
|      | 特倫特       | 主教區                       | 義大利語：                        | 奧地利                          | 義大利               | 1803年世俗化後併入蒂羅爾 |
|      | 烏得勒支     | 主教區                       | 荷蘭語：                          | 下萊茵/威斯特伐利亞             | 荷蘭                 | 1528年，領地售給神聖羅馬帝國皇帝查理五世，爾後納入勃根地帝國圈。                                                                              |
|      | 韋登         | 主教區                       | 德語：                            | 下萊茵/威斯特伐利亞             | 德国                 | 宗教改革後轉由信義宗監督員治理。 |
|      | 凡爾登       | 主教區                       | 法語： 德語：                     | 上萊茵                          | 法國                 | 1552年因香波爾條約，割讓給法國的三個采邑主教區之一。                                                                                          |
|      | 沃爾姆斯     | 主教區                       | 德語：                            | 上萊茵                          | 德国                 | |
|      | 符茲堡       | 主教區                       | 德語：                            | 法蘭克尼亞                      | 德国                 | 從神聖羅馬帝國皇帝腓特烈一世那獲得弗蘭科尼亞公爵的稱號。                                                                                      |

## 條頓騎士團國
寶劍兄弟騎士團是由里加的阿爾伯特主教在1202年建立的軍事修會組織，他在1207年從德王士瓦本的菲利普那獲得了利沃尼亞為封邑，並進而在1225年獲得神聖羅馬帝國皇帝腓特烈二世承認為帝國的采邑主教。
1237年寶劍騎士團被併入條頓騎士團，因此利沃尼亞也成為條頓騎士團國的一部份；但里加采邑主教區堅持自己從皇帝獲得封位的主權，於是采邑主教區和條頓騎士團因為主權問題產生摩擦。在1245年這個對峙由教宗特使摩德納的威廉調解，雖然土地被歸入條頓騎士團國，不過總主教區以及其教省附屬教區的自治權獲得條頓騎士團的承認。為了保證主教們的自治權，這些教省附屬教區也被列為帝國的采邑主教區。
摩德納的威廉也在騎士團國於普魯士的既有國土上建立了四個教區，其中的瓦爾米亞教區後來在1356年被神聖羅馬帝國皇帝查理四世給予了瓦爾米亞采邑主教區的封銜。